# Ainoshima
Ainoshima (jap. 相島 Ai-no-shima, Ai-shima) – japońska wyspa na morzu Genkai (właśc. Genkai-nada), u północnych wybrzeży wyspy Kiusiu, w granicach administracyjnych miasta Shingū, w prefekturze Fukuoka. 
Ainoshima leży ok. 8 km na północny zachód od Shingū. Zajmuje powierzchnię 1,22 km², a jej linia brzegowa ma długość ok. 6,7 km. Część wybrzeża ma charakter klifowy (głównie w północnej części wyspy). W krajobrazie wyspy dominują wzgórza. Najwyższym wzniesieniem jest Taka-yama, które znajduje się we wschodniej części wyspy i osiąga wysokość 77 m n.p.m. Na jego szczycie wznosi się latarnia morska. Wokół wyspy biegnie droga o długości 5,4 km. Około 300 metrów na południowy wschód od wyspy znajduje się charakterystyczny bazaltowy łuk skalny o wysokości 20 metrów zwany Hanagurise albo Megane-iwa, z otworem powstałym w wyniku erozyjnego działania wody morskiej.  
W 2005 roku wyspa liczyła 368 mieszkańców. Ludność utrzymuje się głównie z rybołówstwa. Zabudowania mieszkalne skupione są w południowo-zachodniej i południowej części wyspy, wokół zatoki, w której znajduje się port. 
Wyspa była zamieszkana już w okresie Jōmon. Między IV i VII wiekiem wzniesiono we wschodniej części wybrzeża grupę 254 kamiennych kopców, w których znajdowały się grobowce. Wyspa była wzmiankowana w Nihon-shoki, Man’yōshū i Shokukokin-wakashū. W okresie Edo Ainoshima była miejscem postojów poselstw koreańskich do Japonii, które przyjmował na wyspie ród Kuroda.
Ainoshima znana jest także jako jedna z japońskich „kocich wysp” ze względu na dużą populację kotów. Koty zostały sprowadzone na wyspę kilkadziesiąt lat temu, by zwalczyć plagę myszy. Eksperyment wymknął się jednak spod kontroli, przez co ich liczba wzrosła do kilku setek. Obecnie, by zapobiec dalszym wzrostom populacji, zwierzęta są sterylizowane. Koty nie mają swoich właścicieli, dokarmiane są jedynie przez mieszkańców. 

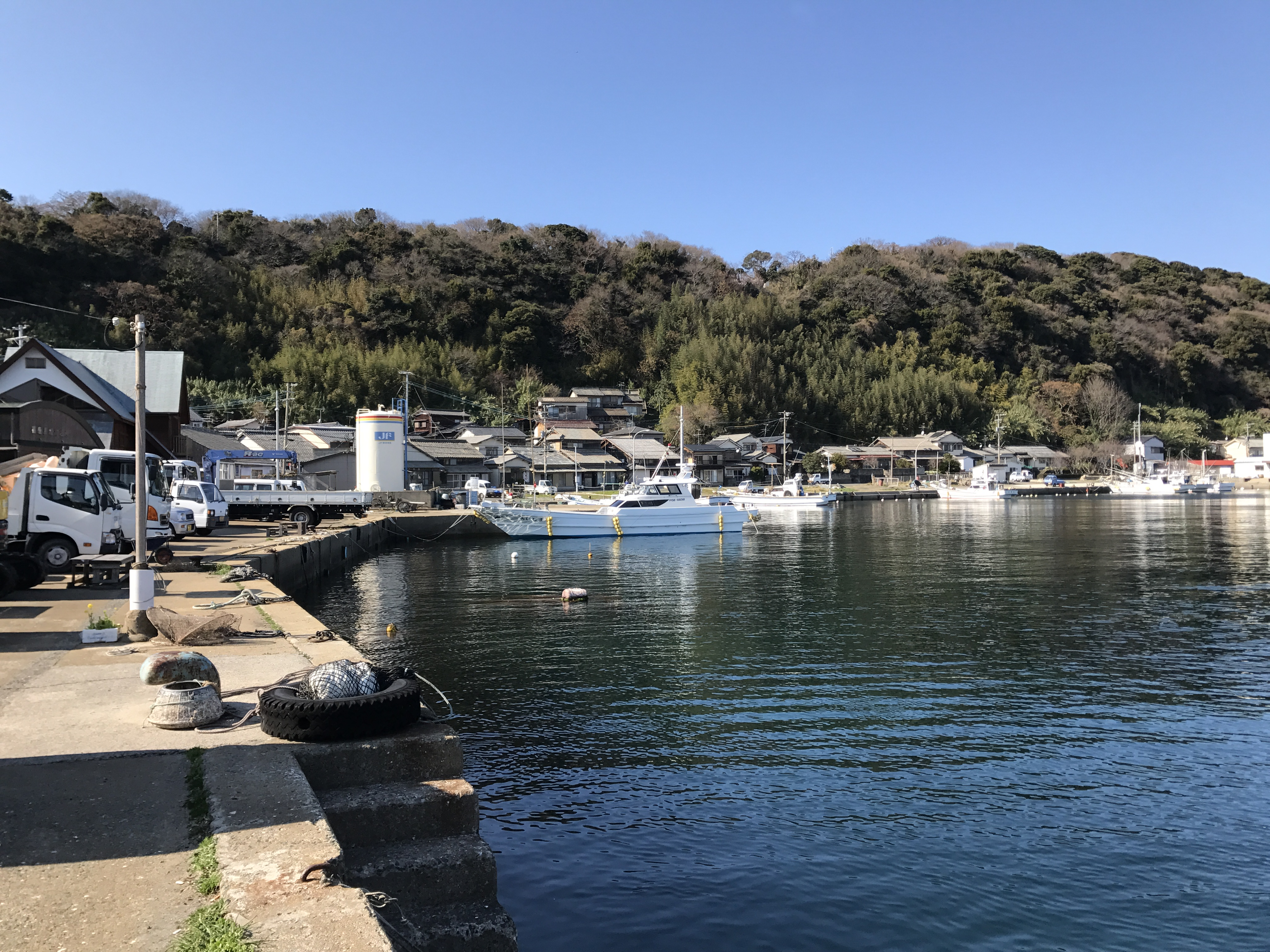
Port rybacki na wyspie
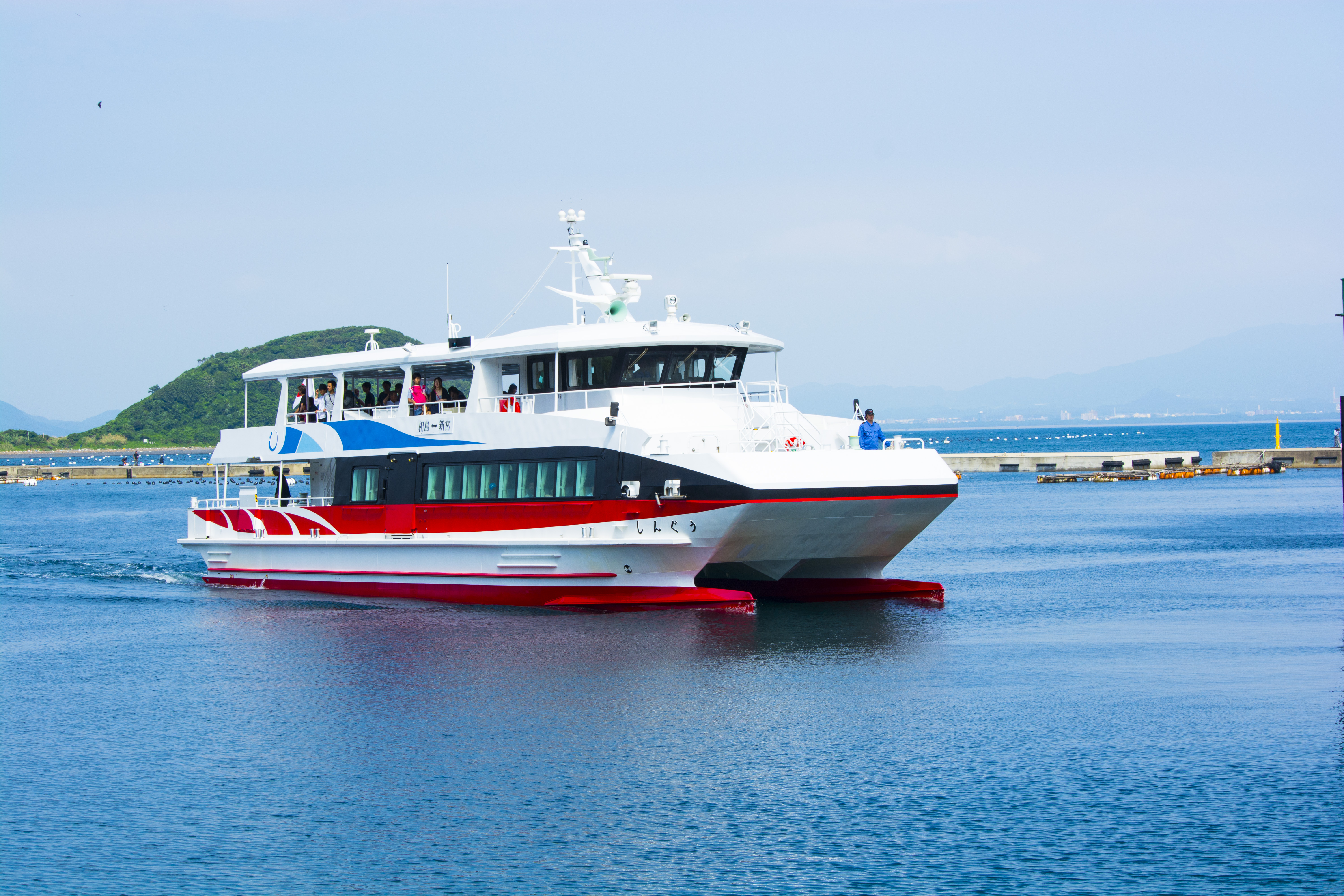
Prom kursujący pomiędzy wyspą a Shingū